# Pseudoeurycea ruficauda
Espèce
Statut de conservation UICN

 EN  : En danger
Pseudoeurycea ruficauda est une espèce d'urodèles de la famille des Plethodontidae.

## Répartition
Cette espèce est endémique de l'État d'Oaxaca au Mexique. Elle se rencontre de 2 235 à 2 290 m d'altitude dans la Sierra Mazateca,.

## Étymologie
Le nom spécifique ruficauda vient du latin rufus, rouge, et de cauda, la queue, en référence à l'aspect de cette espèce.

## Publication originale
- Parra-Olea, García-París, Hanken & Wake, 2004 : A new species of arboreal salamander (Caudata: Plethodontidae: Pseudoeurycea) from the mountains of Oaxaca, Mexico. Journal of Natural History. London, vol. 38, p. 2119-2131 (texte intégral).